# Mormonia neonympha
Mormonia neonympha is een vlinder uit de familie van de spinneruilen (Erebidae). De wetenschappelijke naam van de soort is voor het eerst geldig gepubliceerd in 1796 door Esper.